# King Valley (Antarktika)
Das King Valley ist ein kleines und eisfreies Tal im ostantarktischen Viktorialand. In der Asgard Range liegt es oberhalb des Conrow-Gletschers und westlich des Horowitz Ridge.
Der Biologe Roy Eugene Cameron (* 1929), Leiter des Biologenteams des United States Antarctic Research Program zur Untersuchung dieses Tals zwischen 1967 und 1968, benannte es nach Jonathan Alan King (* 1941), einem Mitglied dieser Mannschaft.